# Novosergiyevsky (huyện)
Huyện Novosergievsky (tiếng Nga: ? райо́н) là một huyện hành chính tự quản (raion), của Tỉnh Orenburg, Nga. Huyện có diện tích 4609 km², dân số thời điểm ngày 1 tháng 1 năm 2000 là 39000 người. Trung tâm của huyện đóng ở Novosergievka.